# Consonne roulée bilabiale sourde
La consonne roulée bilabiale sourde est un son consonantique assez peu fréquent dans les langues parlées. Le symbole dans l'alphabet phonétique international est [ʙ̥]. Ce symbole représente un b en petite capitale avec un rond souscrit. Elle a aussi été notée avec les symboles non standard [ᴘ], [p̃] ou [ppp].

## Caractéristiques
Voici les caractéristiques de la consonne roulée bilabiale sourde :
- Son mode d'articulation est roulée, ce qui signifie qu’elle est produite par la vibration de l'organe d'articulation.
- Son point d’articulation est bilabial, ce qui signifie qu'elle est articulée avec les deux lèvres.
- Sa phonation est sourde, ce qui signifie que les cordes vocales ne vibrent pas lors de l’articulation.
- C'est une consonne orale, ce qui signifie que l'air ne s’échappe que par la bouche.
- C'est une consonne centrale, ce qui signifie qu’elle est produite en laissant l'air passer au-dessus du milieu de la langue, plutôt que par les côtés.
- Son mécanisme de courant d'air est égressif pulmonaire, ce qui signifie qu'elle est articulée en poussant l'air par les poumons et à travers le chenal vocatoire, plutôt que par la glotte ou la bouche.

## En français
Le français ne possède pas le [ʙ̥]. Il peut ressembler, à un locuteur francophone, à un grelottement, parfois transcrit brrrrr ou bien (avec un arrondissement exolabial) au battement de lèvres indiquant la perplexité ("je ne sais pas").
Toutefois, ce phonème est utilisé en prosodie pour exprimer une lassitude ou une raillerie. Le phonème est obtenu en expulsant l'air entre les lèvres pour les faire vibrer.

## Autres langues
En mangbetu la consonne roulée bilabiale voisée /ʙ/ est différenciée de la sourde /ʙ̥/.
Le kom utilise aussi la consonne roulée bilabiale sourde.